# H. Johannes Wallmann
Heinrich Johannes Wallmann (* 23. Februar 1952 in Leipzig) ist ein zeitgenössischer Berliner Komponist.

## Leben
Johannes Wallmann ist der Sohn des Theologen Heinrich Wallmann, er studierte in den Jahren 1968 bis 1973 in Weimar Musik und war 1980/81 Meisterschüler für Komposition von Friedrich Goldmann an der Ostberliner Akademie der Künste. Seine Werke umfassen Kompositionen für Landschaftsklang und Raumklang, für Kammermusik und Orchestermusik sowie von musikalischen Kombinations- und Selbstorganisationssystemen. Er entwickelte Grundlagen für eine neue Ästhetische Theorie und beendete nach vielen Jahren 2005 die Arbeit an einem Buch mit dem Titel Integrale Moderne – Vision und Philosophie der Zukunft (Pfau-Verlag 2006), das auf interdisziplinärer Basis ein alternatives Gesamtkonzept von Kultur-Demokratie-Ökolonomie-Ethik entwirft. 2009 erschien sein Buch Die Wende ging schief – oder warum Biografie mehr als nur eine rein persönliche Angelegenheit ist, in dem er sich u. a. mit den Folgen von Nationalsozialismus und Realsozialismus auseinandersetzt (Kulturverlag Kadmos).
1975 bis 1979 war Johannes Wallmann Mitglied der Staatskapelle Weimar. 1977 gründete er die Gruppe Neue Musik Weimar, die er bis 1986 leitete. 1980 wurde er mit dem Hanns-Eisler-Preis ausgezeichnet. Er erhielt im Rahmen der Hallischen Musiktage 1981 den Hans-Stieber-Preis. Von 1976 bis 1986 erhielt er ein „kunstphilosophisches Training“ von dem Maler Kurt W. Streubel. In dieser Zeit entstand „Synopsis“- Musik im Raum mit Bildern von Streubel, ein Auftragswerk der Bläservereinigung Berlin. Seither setzt er sich intensiv mit Parallelen und Verknüpfungen zwischen Bildender Kunst und Musik sowie interdisziplinären Fragestellungen auseinander.
1986 stellte Johannes Wallmann einen kulturpolitisch begründeten Ausreiseantrag und konnte 1988 mit seiner Familie nach Westdeutschland ausreisen. 1990 initiierte er die interdisziplinäre Bauhütte Klangzeit Wuppertal. An ihr waren Künstler und Wissenschaftler aus ganz Deutschland und vielen weiteren Ländern beteiligt. Mit der Bauhütte Klangzeit knüpfte er an jenen Ideen des Weimarer Bauhauses an, die auf kulturelle Erneuerung sowie das integrale Zusammenwirken der Künste zielen. Für das erste internationale Klangkunst-Festival Klangzeit Wuppertal 1991/92 entwickelten und realisierten die Künstler der Bauhütte Klangzeit zahlreiche Klangkunst-Projekte für den öffentlichen Wuppertaler Stadt- und Landschaftsraum.
Johannes Wallmann stellt mit seinen Arbeiten unter anderem konkrete Zusammenhänge zwischen Musik und Architektur sowie Musik und Landschaft her. Zahlreiche seiner Werke komponierte er speziell für architektonische und landschaftliche Gegebenheiten. So schrieb er 1996/97 für den Berliner Dom Innenklang – Musik im Raum für 4 Orchestergruppen und Soprane, 2002 Man-Do – Musik im Raum für den Kammermusiksaal der Berliner Philharmonie, 2003/04 für den Wörlitzer Park (UNESCO-Weltkulturerbe) Der blaue Klang – Landschaftsklang-Komposition für voneinander weitentfernte Vokal- und Orchestergruppen.
Von seinen Werken entstanden zahlreiche Rundfunkaufnahmen, zum Beispiel durch Deutschlandradio, MDR, NDR, BBC, WDR, HR, SR und BR. Einige seiner Werke, wie zum Beispiel das Glocken Requiem Dresden – Komposition für 129 vernetzte Dresdner Kirchenglocken (Uraufführung am 12. Februar 1995 in Dresden), Klang Felsen Helgoland – Landschaftsklang-Komposition (Uraufführung am 31. August 1996 an 850 Metern der Steilküste von Helgoland) oder Innenklang (Uraufführung am 7. Juni 1997 im Berliner Dom) wurden im Rundfunk live übertragen.
Johannes Wallmann übernahm Lehraufträge im Fachbereich Architektur an verschiedenen Hochschulen zu Themen wie Akustische Ökologie und Die Stadt als Klangraum. Für seine Werke erhielt er zahlreiche Preise und Einladungen.

## Werkauswahl
- Kammermusik- und Orchester-Kompositionen, siehe unten (Link zur Werkliste)
- Glocken Requiem Dresden – Komposition für 129 vernetzte Dresdner Kirchenglocken
- Klang Felsen Helgoland – Landschaftsklang-Komposition
- Innenklang-Außenklang – Musik im Raum für 4 Orchestergruppen, Soprane und Soundscapes (Rundfunk-Sinfonieorchester Berlin)
- intars 2138 (Dresdner Philharmonie)
- Lichtklang-Landschaft der grüne klang (Bad Berka/Weimar)
- Man-Do – Musik im Raum für 6 Instrumentalgruppen für den Kammermusiksaal der Berliner Philharmonie, Uraufführung durch das Berliner Zupforchester
- Der blaue Klang – Landschaftsklang-Komposition für voneinander weitentfernte Vokal- und Orchestergruppen für die Wörlitzer Anlagen (Anhaltische Philharmonie Dessau)
- Glocken Requiem XXI für drei voneinander weitentfernte Chorgruppen, 137 Glocken und elektronische Klänge (Texte in Deutsch, Hebräisch, Hocharabisch).
- Am 21. Oktober 2006 fand im Kulturpalast Dresden die Uraufführung seines neuen Stückes Im Funkeln der Sterne mit zwölf Saxophonen statt
- Reiner-Kunze-Zyklus DER BLAUE VOGEL – Musik im Raum für Bariton und Kammerensemble zu Gedichten, Nachdichtungen und Texten von Reiner Kunze; Uraufführung im Kammermusiksaal der Berliner Philharmonie (27. Oktober 2009).
- Solo-Univers – 5 neue Konzerte für Solisten und Orchester, Uraufführung durch Die Deutsche Kammerphilharmonie Bremen sowie Solisten aus Spitzenorchestern im Kammermusiksaal der Berliner Philharmonie (28. Oktober 2010).
- Wallmann, H. Johannes: INTEGRALE MODERNE – Vision und Philosophie der Zukunft, Saarbrücken; Pfau-Verlag, 2006, 306 S., ISBN 978-3-89727-332-0
- Wallmann, H. Johannes: Die Wende ging schief oder warum Biografie mehr als nur eine rein persönliche Angelegenheit ist, Berlin: Kulturverlag Kadmos, 2009, 351 S., ISBN 978-3-86599-095-2